# Meiselding
Meiselding è una frazione (comune catastale) di 317 abitanti del comune austriaco di Mölbling nel distretto di Sankt Veit an der Glan, in Carinzia.
Già comune autonomo, era stato istituito nel 1899 con la scissione del comune soppresso di Pfannhof nei due nuovi comuni di Kraig e Meiselding; nel 1973 è stato accorpato a Mölbling, cedendo una parte del suo territorio a Sankt Georgen am Längsee, mentre Kraig è stato accorpato agli altri comuni soppressi di Obermühlbach e Schaumboden e a parte di quelli di Pisweg e Sankt Georgen am Längsee per costituire il nuovo comune di Frauenstein.